# Ugamia
Ugamia là một chi thực vật có hoa trong họ Cúc (Asteraceae).

## Loài
Chi Ugamia gồm các loài: